# Gefecht von Château-Thierry
Die Kämpfe von Château-Thierry vom 15. bis 21. Juli 1918 waren im Ersten Weltkrieg Teil der Zweiten Schlacht an der Marne. Diese an der mittleren Westfront stattfindende Auseinandersetzung zwischen Truppen des Deutschen Kaiserreichs und US-amerikanisch-französischen Soldaten endete mit dem Rückzug der Deutschen. Bei der erfolgreichen Abwehr der deutschen Angriffe beidseitig von Château-Thierry (15./16. Juli) tat sich besonders die 3rd Division der American Expeditionary Force (AEF) hervor und erwarb sich dafür den Nicknamen „Rock of the Marne“. Die eigentlich entscheidende Schlacht von Soissons (18. bis 22. Juli 1918) fand 20 Kilometer nordwestlicher statt, stand aber im direkten Zusammenhang mit den Kämpfen bei Château-Thierry.

## Vorgeschichte

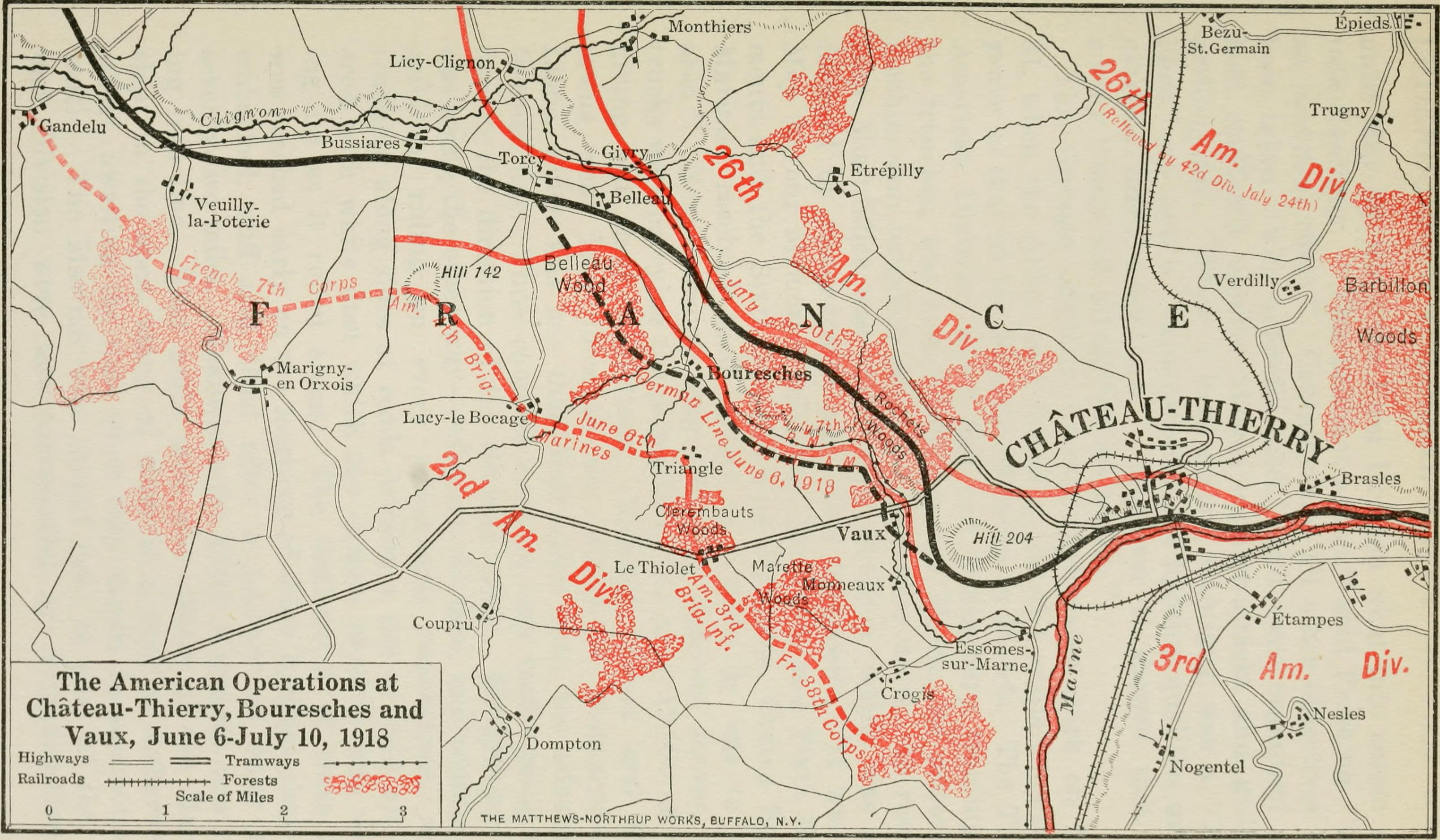
Lagekarte zu den amerikanischen Operationen im Raum Château-Thierry und im Wald von Belleau, Anfang Juni bis Anfang Juli 1918

Zu größeren Kämpfen im Raum Château-Thierry (nach der Ersten Marneschlacht von 1914) kam es bereits am 1. Juni 1918, als im Zuge der am 27. Mai anlaufenden Schlacht an der Aisne, deutsche Truppen (231. Infanterie-Division unter Generalmajor Bernhard von Hülsen) den Ort erreichten. Darauf wurde den Franzosen zum Schutz ihrer bedrohten Hauptstadt Paris Truppen der American Expeditionary Forces unter General John Pershing zu Hilfe gesandt. Die 3rd Infantry Division unter Major General Joseph T. Dickman wurde am 31. Mai zur Verstärkung der französischen Linien nach Château-Thierry in Marsch gesetzt. Die 2nd Infantry Division unter Major General Omar Bundy sollte die Straße von Paris nach Metz sperren.
In den Tagen bis zum 4. Juni gelang es Einheiten der 3rd Division wie dem 7th Motorized Machine Gun Battalion, deutsche Versuche, bei Château-Thierry die Marne zu überqueren, zu vereiteln. Westlich der Stadt griff die 2nd Division, der auch Einheiten des United States Marine Corps unterstanden, den von den Deutschen gehaltenen Bois de Belleau an, hier entwickelte sich die Schlacht im Wald von Belleau. Die deutschen Truppen standen von Château-Thierry im Westen bis Dormans im Osten an der Marne, nur knapp 60 Kilometer von Paris entfernt, vermochten aber in dieser Angriffsphase nicht, einen dauerhaften Brückenkopf am südlichen Ufer zu errichten.

## Vorbereitungen

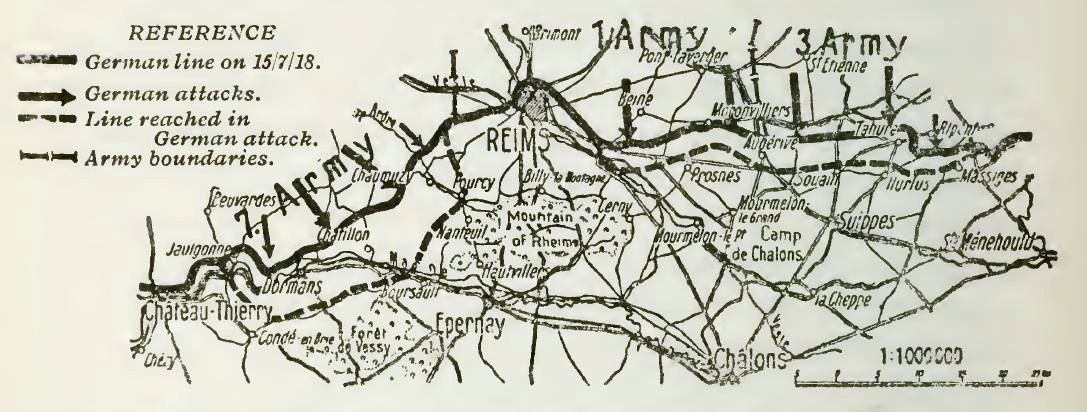
Angriffsabschnitte an der Marne und in der Champagne am 15. und 16. Juli 1918

Am rechten Flügel der französischen 6. Armee unter General Jean-Marie Degoutte lagen Anfang Juli 1918 von den amerikanischen Einheiten die 3. Division (Generalmajor Joseph T. Dickman) und die auf französische Abschnitte aufgeteilte 28. Division (Generalmajor Charles H. Muir) in Stellung. Die 3. US-Division, die dem französischen XXXVIII. Korps von General Jean de Mondésir unterstellt war, hielt eine 12 Kilometer breite Front entlang der Marne, die vom Stadtrand von Château-Thierry im Westen bis zu den Hängen des Surmelin-Tal nach Osten reichte. Die nach Norden stehende Front der Infanterieregimenter Nr. 4., 7., 30. und 38 waren alle von West nach Ost ausgerichtet. Rechts von der 3. Division lag das französische III. Korps (General Léonce Lebrun) mit der 125. Division (General Antoine Diebold), die durch die amerikanische 55. Infanterie-Brigade der 28. US-Division verstärkt worden war. Während die Mehrheit der Brigade in der zweiten Linie der 125. Division, etwa dreieinhalb Kilometer weiter hinten, eine sechs Kilometer lange Front innehatte, nahmen vier Kompanien des 109. und 110. Infanterieregiments Positionen am südlichen Ufer der Marne ein.
Die bewaldeten, hügeligen Hänge und bewachsenen Felder am südlichen Ufer der Marne waren ein ideales Verteidigungsgelände, das den Amerikanern sowohl Verschleierung als auch Deckung bot.
General de Mondésir wies General Dickman an, eine starre Frontverteidigung anstelle die Verteidigung in der Tiefe vorzubereiten. General Dickman gab seinen Soldaten aber die Freiheit, ihre Verteidigung nach eigenem Ermessen vorzubereiten. Entlang der gesamten Front der 3. US-Division bestand die vordere Linie am Ufer des Flusses aus weit auseinander liegenden Gräben und Maschinengewehrnestern. Dahinter befanden sich die Verschanzungen parallel zur Marne als zweite Verteidigungsposition. Diese umfasste flache Gräben sowie Unterstände, die als Kommandoposten oder Unterkünfte dienten. Die dritte und letzte Verteidigungsposition verlief durch den Bois d’Aigremont nach Süden. Oberst Edmund L. Butts, der das 30. Infanterieregiment befehligte, verteilte seine Bataillone auf die weit auseinander liegenden Positionen der ersten, zweiten und dritten Linie und bereitete eine effektive Tiefenverteidigung vor. Colonel Ulysses G. McAlexander befahl seinem 38. Infanterieregiment hingegen die vordere Frontlinie zu verstärken und positionierte dort vier Kompanien – etwa 1.000 Mann – um die Deutschen daran zu hindern, den Fluss zu überqueren. Den Rest des Regiments verteilte er auf eine zweite Linie, die zwischen 2.700 bis 5.400 Meter von der Marne entfernt. verlief.
Colonel McAlexander, der den Verdacht hatte, dass sich die Franzosen zu seiner Rechten frühzeitig zurückziehen würden, wenn die Deutschen versuchen würden, die Deckung des Surmelin-Tals zu nutzen, um seinen Sektor zu infiltrieren, ergriff Vorsichtsmaßnahmen, indem er zusätzliche Gräben in der gesamten Position des 38. Infanterieregiments in Richtung Osten errichten ließ. Die Amerikaner innerhalb der französischen 125. Division empfanden die Verteidigungsvorbereitungen in ihrem Sektor als noch verwirrender. Die Kompanien L und M des 109. Infanterieregiments sowie die Kompanien B und C der 110. Infanterie hielten vollständige Gräben entlang der Eisenbahn und in der Nähe der nördlichen Ränder des Bois de Condé, höchstens einige hundert Meter von der Marne entfernt. Sollten keine anderen Anweisungen kommen, wollten die vier am Fluss stationierten Kompagnien auch dort verteidigen.

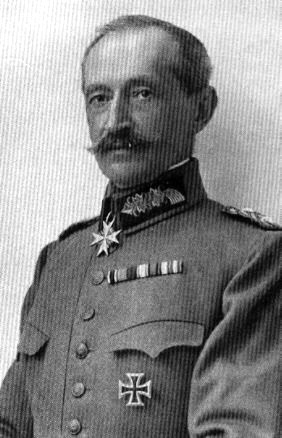
Hugo von Kathen

Auf der gegenüberliegenden Seite der Marne bereiteten sich die Truppen des deutschen XXIII. Reservekorps von General von Kathen – die westlichste Formation der 7. Armee – auf den Fluss-Übergang vor. Die deutsche 10. Division stand während der gesamten Marneschutz-Offensive ganz am linken Flügel. Das Infanterie-Regiment Nr. 398 und das Grenadier-Regiment Nr. 6 hatte den Befehl, die Marne zu überqueren und durch den Sektor des amerikanischen 30. Infanterieregiments vorzurücken. Unmittelbar östlich befand sich die deutsche 36. Division, welche mit dem 5. Grenadier- und dem Infanterieregiment Nr. 128 entlang der Front der französischen 125. Division und des amerikanischen 38. Infanterieregiment angreifen sollten. Die Aufgabe des XXIII. Reserve-Korps bestand darin, auf einer 6 Kilometer breiten Front über die Marne zu gehen, wobei der Vorstoß in der Tiefe am ersten Tag auf zwei Kilometer begrenzt war. Einmal in dieser Position, hatte die Gruppe Kathen den Befehl sich einzugraben und den Fall von Reims abzuwarten.

### Die Kämpfe von Château-Thierry

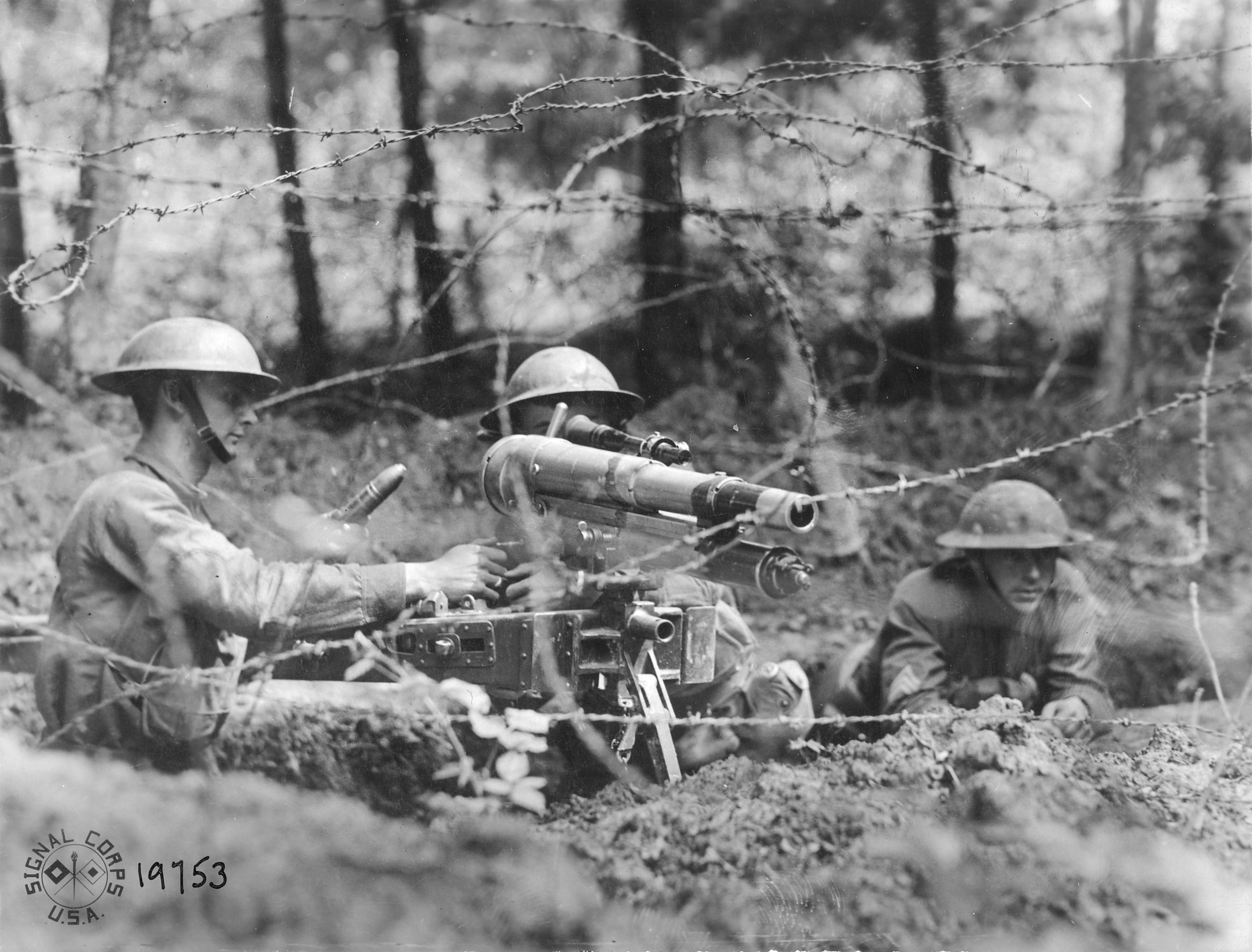
US-amerikanische Infanteriestellung

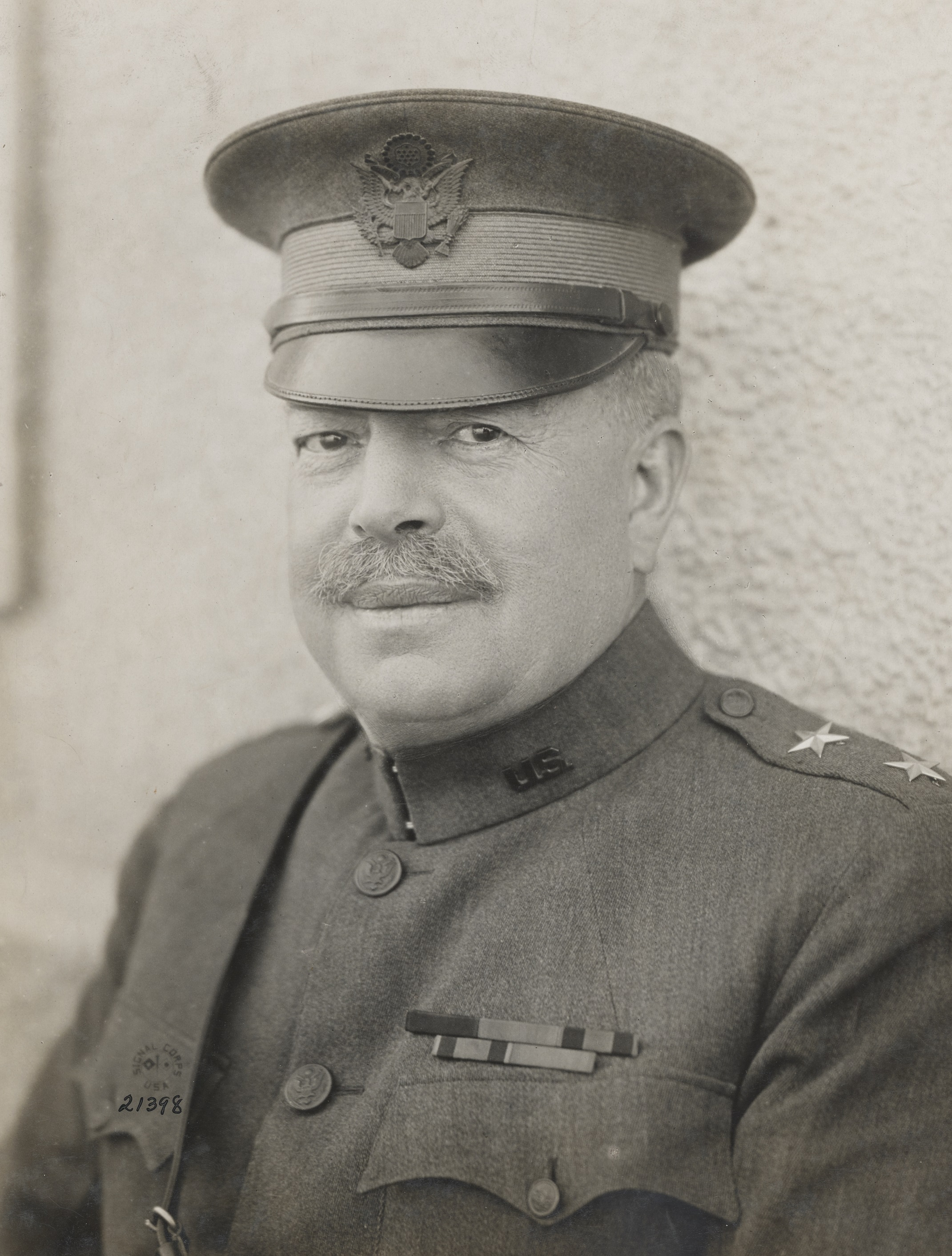
Generalmajor Joseph T. Dickman

Am 15. Juli begann im Raum westlich von Reims der Angriff von 17 Divisionen der deutschen 7. Armee gegen die französische 5. und 6. Armee. Der rechte Flügel (Gruppe Schoeler mit 87. und 201. Infanterie-Division) hatte den Angriff nach Westen hin zu decken, die Mitte (Gruppe Kathen und Wichura) sollten mit fünf Divisionen (10., 36. 23., 200. und 1. Garde-Division) den Marne-Abschnitt Chartèves—Verneuil überschreiten. Die Gruppe Conta (37., 113. und 10. Reserve-Division) hatten bei Dormans den Surmelin-Bach zu gewinnen. Die 37. und 113. Infanterie-Division hatten dabei südlich der Marne anzugreifen und die 2. Garde-Division nördlich des Flusses auf Epernay vorzugehen. Der linke Flügel der 7. Armee (Gruppe Schmettow) sollte mit der 103. 22., 195. und 123. Infanterie-Division nördlich der Marne über den Montagne de Reims angreifen und die Linie Ay—Nanteuil—Bligny gewinnen.
Um 02:10 Uhr früh hatten von der Gruppe Kathen Teile des linken Flügels das Südufer der Marne erkämpft. Auf dem rechten Flügel hatte die 10. Landwehr-Division (Generalleutnant von Werder), den Befehl im Abschnitt bei Mont-Saint-Père und Gland defensiv zu bleiben und nur den rechten Flügel der 10. Infanterie-Division (Generalmajor von Diepenbroick-Grüter) zu decken. Dickmans Division warfen den deutschen Gegner (Teile der 36. Infanterie-Division) bei Mézy-Moulins über den Fluss zurück und eroberten den südlichen Teil von Crézancy zurück. Um 12.45 unternahm auch General de Mondésir zusätzliche Schritte, um die Position seines XXXVIII. Korps zu stützen und befahl der französischen 73. Division, in die Lücke vorzudringen, die sich zwischen der amerikanischen und der französischen Einheit östlich des Surmelin geöffnet hatte. Der Angriff begann um 19.30 und führte zur Eroberung des Hofes von Les Étangs, etwa zwei Kilometer östlich des Surmelin-Tales.
Am Morgen des 18. Juli, um 4.45 Uhr, gingen die französische 10. und der linke Flügel der 6. Armee mit den zugeordneten amerikanischen Divisionen (1., 2., und 4.) zwischen Fontenoy und dem Ourcq-Abschnitt auf einer Frontbreite von ca. 40 km zum Gegenangriff über. An der Marne blieb der rechte Flügel der französischen 6. Armee an diesem Tag in Abwehr, dagegen begann östlich davon die 9. Armee (General Antoine de Mitry) im Raum südlich Dormans den Großangriff gegen die sechs im südlichen Marne-Brückenkopf befindlichen deutschen Divisionen. Die 26. US-Division (Major General Clarence R. Edwards) befand sich nordwestlich von Chateau-Thierry und bildete zusammen mit der französischen 167. Division den rechten Flügel des I Corps (Major General Hunter Liggett), welches nach der Verschiebung des französischen XXXVIII. Korps zur neu formierten 9. Armee die taktische Führung übernommen hatte. Die französischen 39. Division konnte das von den Deutschen verteidigte Château-Thierry erst am 21. Juli gegen 08:00 Uhr gänzlich besetzen.
An den folgenden Rückeroberung des Marne-Frontbogens waren bis Ende Juli insgesamt etwa 250.000 US-amerikanische Soldaten mit 9 Divisionen und 2 Korpskommandos (I Corps und III Corps) beteiligt. Auch die Stellungen der deutschen Gruppe Schmettow (Generalkommando 65) und Borne (VI. Reserve-Korps) im östlichen Front im Marnebogen musste gegenüber der französischen 5. Armee (General Berthelot) zurückgenommen werden.

## Nachwirkungen

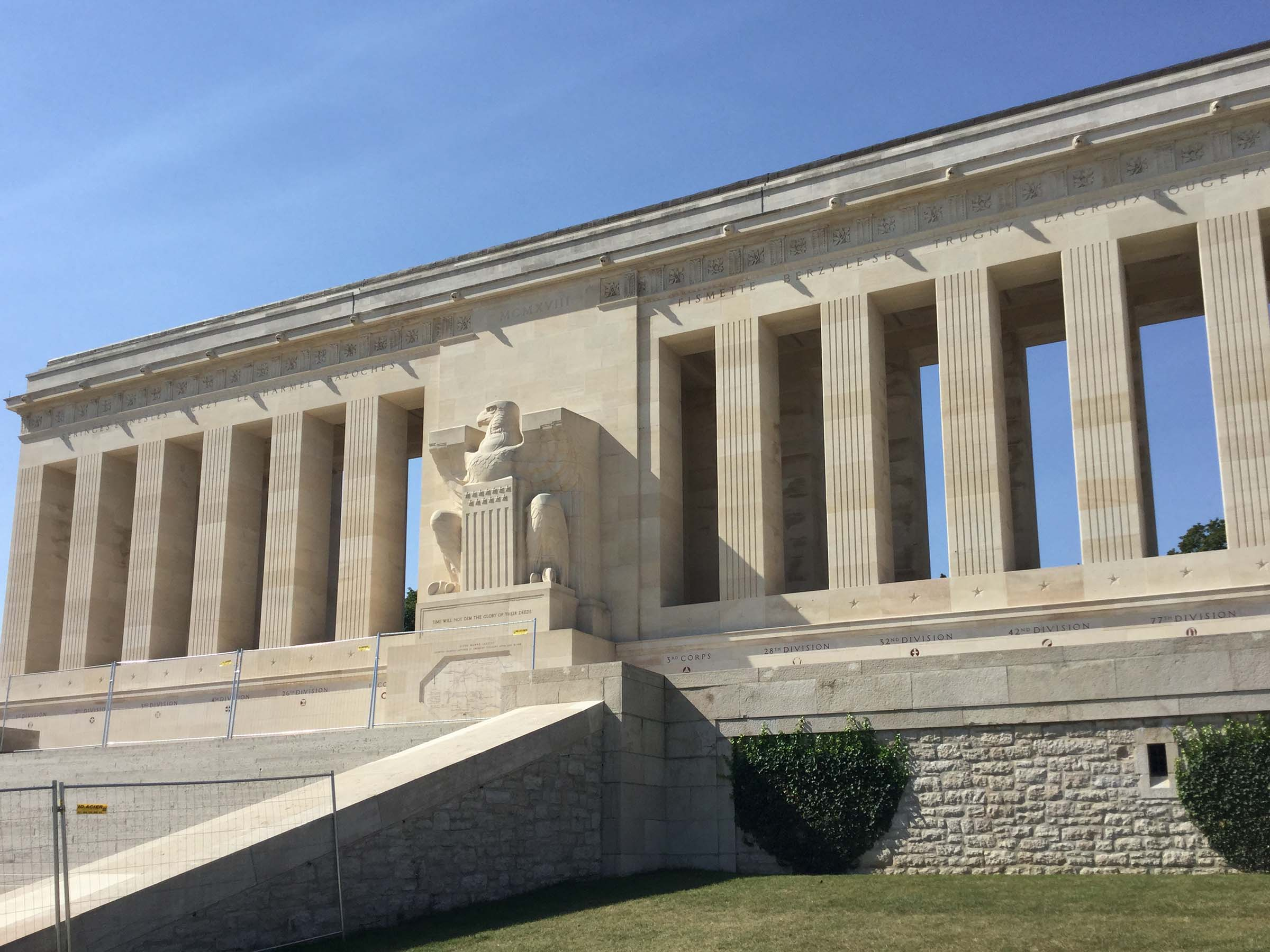
Das 1930 bis 1932 errichtete amerikanische Ehrendenkmal in Château-Thierry

Über die Kämpfe bei Château-Thierry nahm die deutsche Geschichtsschreibung kaum Notiz, hingegen nehmen die Kämpfe in der amerikanische Geschichtsschreibung eine besondere Rolle ein. Zum einen handelte es sich dabei um das weiteste Vordringen der deutschen Streitkräfte auf Paris in der deutschen Frühjahrsoffensive 1918, zum zweiten war es das erste effektive Eingreifen geschlossener amerikanischer Divisionen im Ersten Weltkrieg. Beim ersten Gefecht von Chateau-Thierry vom 1. Juni war es das erste Mal seit dem Amerikanischen Unabhängigkeitskrieg, dass amerikanische und französische Truppen Seite an Seite unter einem gemeinsamen Kommando kämpften. Viele amerikanische Patrioten begreifen das Eingreifen der American Expeditionary Forces in die Kriegshandlungen als Wendepunkt des Krieges. Demzufolge wurde nach dem Krieg dort das Amerikanische Ehrenmal Château-Thierry eingeweiht.
Das deutsche Infanterie-Regiment Nr. 401 der 201. Infanterie-Division (Generalleutnant	Bachelin) war am Kampf um die Höhe 204 beteiligt. Als am 9. Oktober 1929 die American Battle Monuments Commission das Amerikanische Ehrenmal Château-Thierry plante, wurde das Kriegstagebuch des 401. Regiments für den fraglichen Zeitraum zur Auswertung nach Washington geschickt. Durch die Zerstörung des Reichsarchivs am 14. April 1945 gingen alle Kriegstagebücher der deutschen Regimenter des Ersten Weltkriegs verloren. Daher lassen die verbleibenden Kopien wertvolle Schlüsse auf den prinzipiellen und schematischen Aufbau eines damaligen Kriegstagebuches zu.

## Bilder

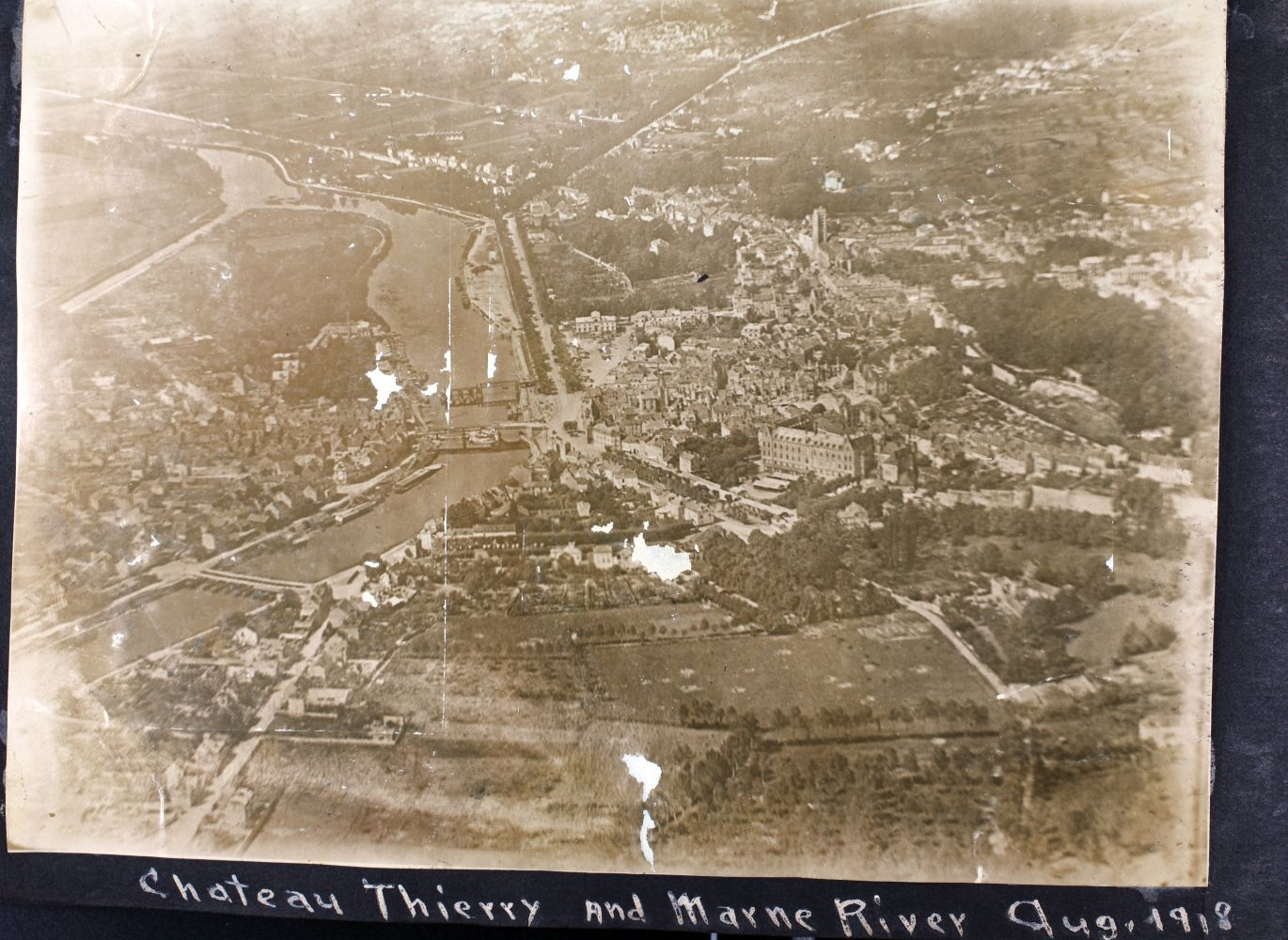
Luftaufnahme von Chateau Thierry und der Marne
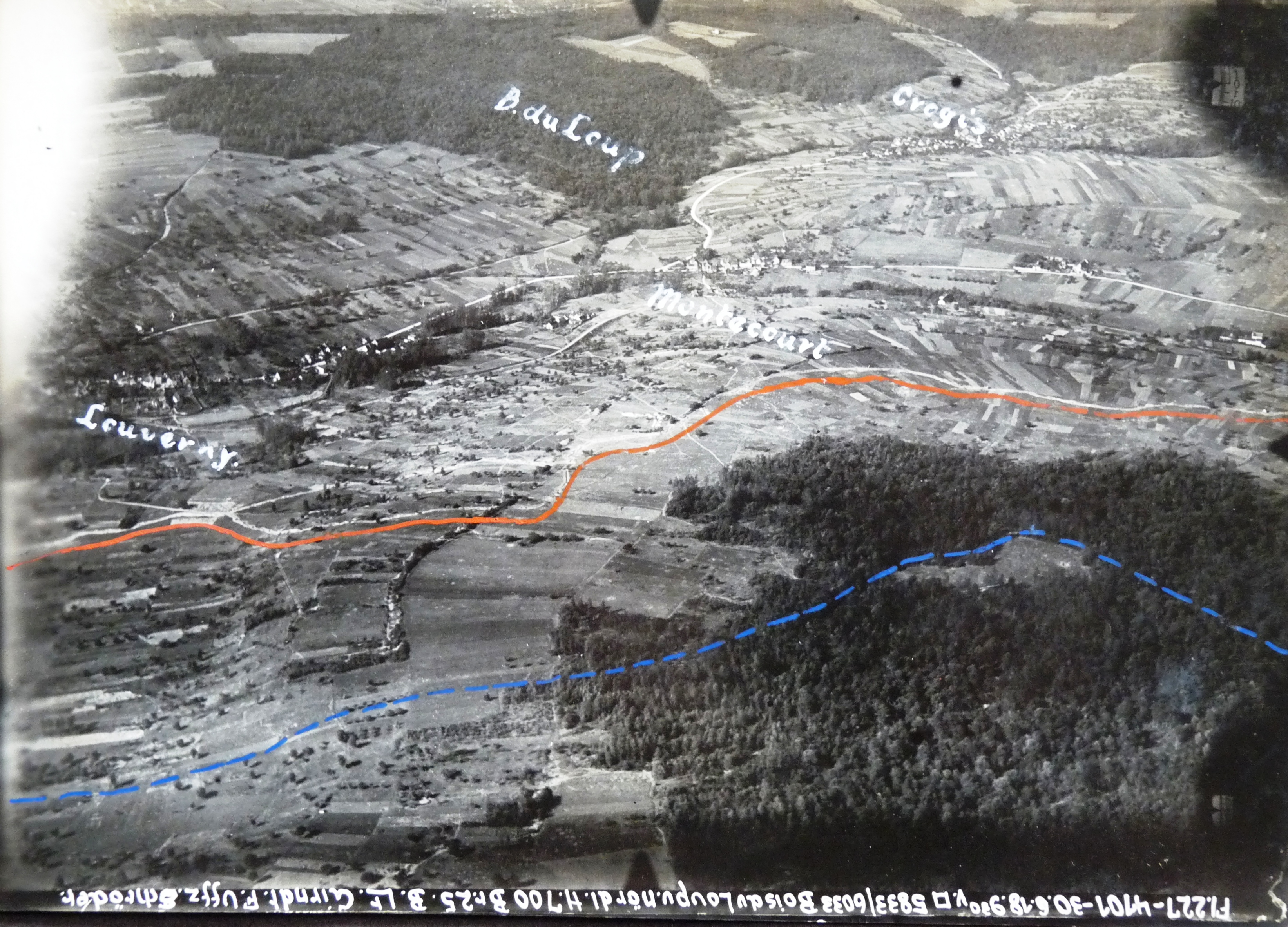
Höhe 204 nordwestl. Chateau Thierry, Stellungen des I.R. 401, 402, 403
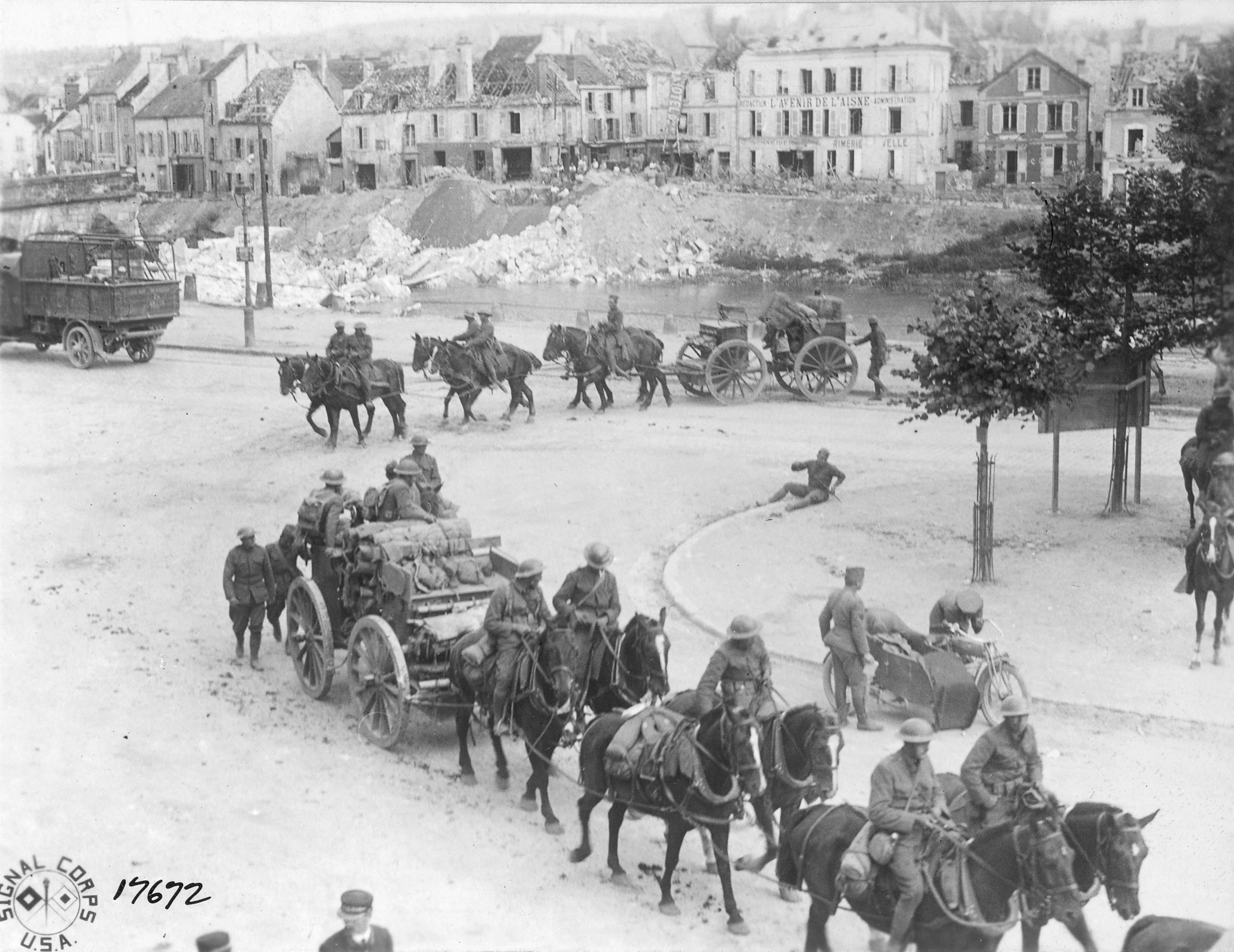
Amerikanische Artillerie in Château-Thierry
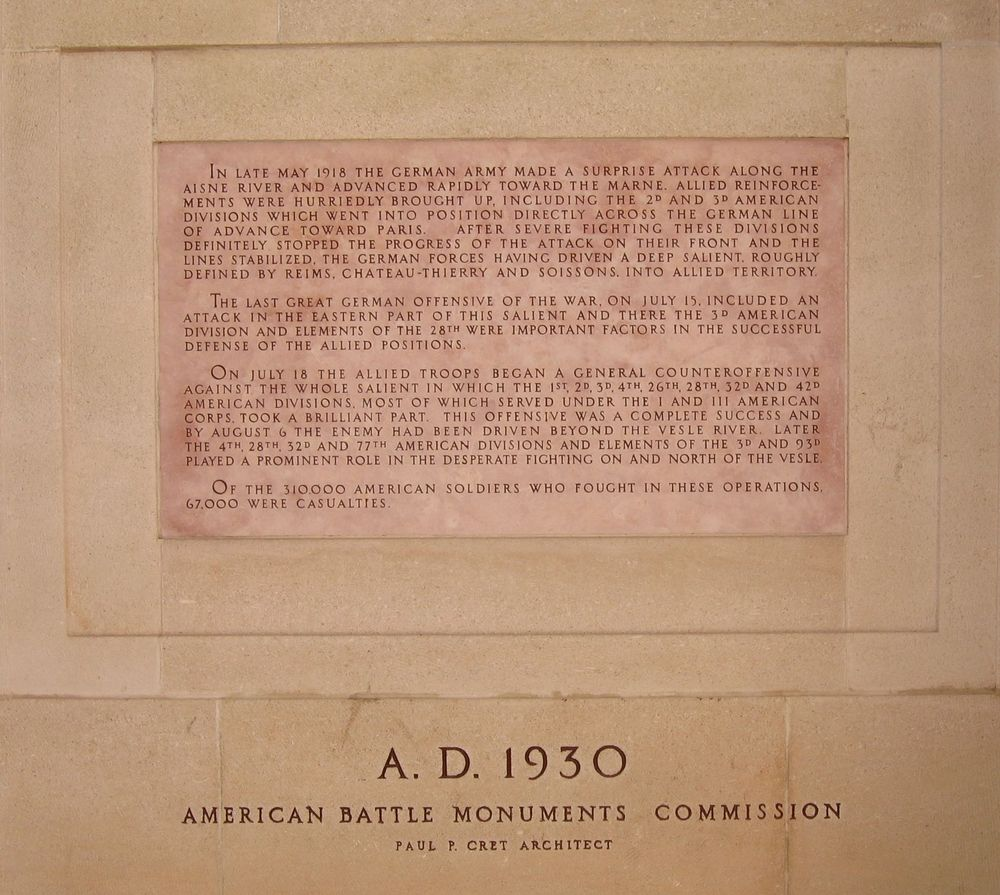
Text am amerikanischen Ehrenmal